# А, ти, девојко шегљива
А, ти, девојко шегљива представља први стих љубавне лирске народне песме. По Радмили Пешић задарски писац Петар Зоранић је песму навео, док је по Мирославу Пантићу Петар Зоранић песму написао.
Први стихови песме су поменути у аркадском роману Петра Зоранића Планине из 1536. године. Потпун текст је познат из записа с краја 16. века.
Песма спада међу најстарије записане текстове народних песама на штокавском дијалекту. Песма је изразито сензуална и говори о девојци која лепотом свог тела кроз шалу изазива жудњу момка.
Занимљиво је да је због свог сензуалног и сексуалног садржаја песма била забрањена у Ваљеву средином 19.века.